# Marius Wurzel
Marius Wurzel (* 3. Mai 1990 in Bad Soden am Taunus, BR Deutschland) ist ein ehemaliger italienischer Ruderer. Er nahm in verschiedenen Bootsklassen an Weltmeisterschaften Teil und ist mehrmals italienischer Meister geworden.
Marius Wurzel ist Bruder von Claudia Wurzel und Aurelia Wurzel, die beide auch die italienische Nationalmannschaft im Rudern vertreten haben.

## Karriere
Marius Wurzel wuchs die ersten Jahre in Deutschland auf, bis ihre Familie berufsbedingt 1998 nach Italien umzog. 2002 begann er dann bei Società Canottieri Lario "G.Sinigaglia" mit dem Rudersport. 2008 gab sie ihr internationales Debüt im Achter bei den Junioren-Weltmeisterschaften in Linz. In diesem Wettkampf platzierte er sich als 4. im A Finale. Im Jahr darauf startet er wieder im Achter in Racice im Achter für das italienische Team bei der U23 Weltmeisterschaft. Es folgten Teilnahmen an weiteren Weltmeisterschaften für die italienisch Universitätmannschaft in Szeghed sowie Weltmeisterschaften in Brest und Trakai.
Während seiner Ruderkarriere gelang es ihm außerdem die italienischen Meisterschaften mehrmals zu gewinnen.
Nachdem er seinen Abschluss an der Universität Pavia gemacht hatte, entschied sie sich dafür ihre Karriere zu beenden um sich auf ihre berufliche Karriere zu konzentrieren.

## Internationale Erfolge
- 2008: 4. Platz im A-Finale Junioren-Weltmeisterschaften im Achter
- 2009: 2. Platz im B-Finale bei den U23-Weltmeisterschaften im Achter
- 2010: 4. Platz im B-Finale bei den U23-Weltmeisterschaften im Zweier-ohne Steuermann
- 2010: 4. Platz im A-Finale bei den Universitätsweltmeisterschaften im Vierer ohne Steuermann
- 2012: 2. Platz im B-FInale bei den U23-Weltmeisterschaften im Vierer mit Steuermann

## Privatleben
Er lebt mit seiner Frau Valentina Calabrese in der Schweiz.

## Berufsweg
Marius Wurzel hat einen Universitätsabschluss in Betriebswirtschaft an der Universität Pavia.